# Александр Кшиштоф Нарушевич
Александр Кшиштоф Нарушевич (*Аляксандр Крыштаф Нарушэвіч, бл. 1616 —21 червня 1668) — державний діяч, дипломат Речі Посполитої.

## Життєпис
Походив з заможного і впливового литовсько-білоруського шляхетського роду Нарушевичів гербу Вадвіч. Син Кшиштофа Нарушевича, підскарбія великого литовського, та Ельжбети Нарушевич. За материнською лінією належав до Вишневецьких. Навчався в Інгольштадтському (1631—1632 роки), Падуанському (1632—1633 роки) та Болонському (з 1633 року) університетах.
У 1646 році отримав староство лідське. В 1647, 1648, 1654 и 1655 обирався послом на сейми. Був прихильником короля Яна II Казимира. У 1648 році Александра Кшиштофа Нарушевича було включено до складу комісії на мирний конгрес в Любеку, за участю Франції, Об'єднаних провінцій (Голландії), Бранденбурга і Венеційської республіки.
У 1651 році увійшов до складу делегації, що вела перемовини зі Швецією (до 1653 року). 1654 року отримує староства любошанське, мядельське, пенянське і шерешовське. Того ж року призначається писарем великим литовським. Незабаром стає сенатором Речі Посполитої.
За пропозицією короля Яна II Казимира 1655 року був обраний послом до Швеції разом з ленчицький воєводою Я. Лещинським. На аудієнції А.-К. Нарушевич виголосив яскраву промову, в якій засудив підступне вторгнення військ московського царя Олексія I і висловив надію на збереження миру між Річчю Посполитою і Швецією.
1656 році призначається адміністратором скарбниці Великого князівства Литовського. 1658 року стає підканцлером великим литовським. У 1659 році не зміг завадити плюндруванню Лідського повіту московськими військами. Того ж року увійшов до склагу посольської делегації, що вела перемовини з представниками Московського царства (до 1663 року).
Близько 1660 року викупив у белзського воєводи князя Дмитра Юрія Вишневецького Великий Можейко і об'єднав з власним маєтнком Мале Можейкове у Велікоможейковський двір. Помер у 1668 році.

## Родина
Дружина — Теодора-Олександра, донька Павла Сапіги, гетьмана великого литовського
Діти:
- Марія-Текла, дружина: 1) Ежи-Кароля Ходкеивча, обозного великого литовського; 2) Пйотра Михайла Паца, старости жемайтського
- Катерина, дружина Яна Казимира Воловича, обозного великого литовського